# Isak Danielson
Isak Ocke Danielson (n. 27 de agosto de 1997) es un cantante y compositor sueco. Conocido principalmente por su exitoso sencillo «Ending».

## Primeros años
Danielson creció en Hovås, al sur de Gotemburgo. Su padre, Måns Danielson, es uno de los fundadores de la compañía de alimentos Mat.se. La familia vivió en Londres entre 2008 y 2010, e Isaac Danielson asistió a la Escuela de Artes Escénicas Tring Park. Isak tiene dos hermanas mayores.

## Carrera artística
La carrera de Danielson comenzó a ver luz, cuando quedó en el tercer lugar en programa sueco X Factor en 2012, donde compitió con artistas como Awa, Oscar Zia y Jens Hult. Después de eso, firmó trabajó como compositor para una editorial, pero al no sentirse satisfecho, decidió tomarse un descanso. Posteriormente regresó a componer y sacó varios sencillos exitosos, dentro de los cuales «Ending» y «Long Live This Love» figuraban. Más tarde, consiguió reconocimiento internacional después de que la bailarina estadounidense Maddie Ziegler compartiera un clip de ella en su cuenta Instagram donde bailó «Ending». Luego, dicha canción se usó en uno de los números de baile en el programa de televisión estadounidense So You Think You Can Dance, también se usó en una sección de la serie de televisión estadounidense Cloak & Dagger, así como en el programa canadiense Revolution. Además la canción terminó en el décimo lugar en la lista «Top TV Songs» de The Hollywood Reporter en julio de 2018. Danielson lanzó dos extended play y varios sencillos y en octubre de 2018 lanzó su álbum debut Yours y fue directamente al primer lugar de iTunes en su natal Suecia. Participó en News Morning de TV4 y cantó las canciones «I'll Be Waiting» y «Ending». También actuó en el Rockwood Music Hall de Nueva York.

## Arte

### Influencias
En una entrevista con la Music Musings & Such Danielson declaró que para componer canciones toma como inspiración a artistas como Amy Winehouse, Sia, Diane Warren, Sam Smith y Nina Simone, de quien se dijo ser un gran admirador. Algunos medios como Vanylan han señalado similitudes entre la voz de Danielson y Hozier o Anohni, mientras que otros como My New Desk con Anthony & The Johnson's, James Blake y Sam Smith. Además de le ha llamado «el hijo amoroso de Hozier y Adele».

## Discografía

### Álbumes de estudio
- 2022 -  King of tragedy
- 2021 -  Tomorrow never came
- 2020 – Remember To Remember Me
- 2018 – Yours

### Extended play
- 2019  –  Run To You[14]
- 2016 –  Volume Two
- 2015 –  Volume One